# Filles de Notre-Dame de la Compassion
Les Filles de Notre-Dame de la Compassion est une congrégation religieuse féminine enseignante et hospitalière de droit pontifical. C'est la première congrégation autochtone de Nouvelle-Zélande.

## Histoire
En 1869, Suzanne Aubert (1835-1926) quitte la France pour travailler au développement de l'Église catholique en Nouvelle-Zélande. En 1883, avec le soutien de l'évêque d'Auckland, elle commence à planifier la création d'une communauté de sœurs pour l'apostolat missionnaire des maoris. 
Elle fonde une mission à Jérusalem en 1892. La même année, Francis Redwood, S.M, archevêque de l'archidiocèse de Wellington érige l'association des Filles de Notre-Dame de Compassion en congrégation religieuse. L'institut reçoit le décret de louange le 1er avril 1917 et l'approbation définitive du Saint-Siège le 28 mars 1949.

## Activités et diffusion
Les sœurs se consacrent à l'enseignement, à l'assistance aux malades et aux œuvres sociales. 
Elles sont présentes en Nouvelle-Zélande et aux Fidji.
La maison-mère est à Wellington.
En 2017, la congrégation comptait 57 sœurs dans 15 maisons.